# Carnegie Hall
Carnegie Hall er et koncerthus i New York City beliggende på 57. street / 7. avenue i Midtown på Manhattan. Bygningen blev for en stor del betalt af industrimagnaten og filantropen Andrew Carnegie og åbnede i 1891. Carnegie Hall regnes som en af de mest betydningsfulde musikscener for både klassisk og populærmusik i USA, og det er forbundet med stor prestige at optræde i Carnegie Hall. Carnegie Hall er et arkitektonisk vartegn i New York og er kendt verden over for sin gode akustik. I Carnegie Halls største sal "Isaac Stern" er der 2804 siddepladser.

## Optrædener i Carnegie Hall
Adskillige af verdens største musikere har optrådt i Carnegie Hall, bl.a. Richard Strauss, George Gershwin, Sergej Rachmaninov, Duke Ellington, The Beatles, Igor Stravinsky, Leopold Stokowski, Leonard Bernstein, Pierre-Laurent Aimard, Gustav Mahler, Luciano Pavarotti, Placido Domingo, José Carreras, Kathleen Battle, Evgeny Kissin, András Schiff, Lang Lang, Yo-Yo Ma, Emanuel Ax, Yundi Li, Anne-Sophie Mutter, Keith Jarrett, Maurizio Pollini, Michel Camilo, Yefim Bronfman, Leif Ove Andsnes, André Previn, Cecilia Bartoli, John Williams, Krystian Zimerman, Anne Sofie von Otter, Mitsuko Uchida, Andreas Scholl og Daniel Barenboim.
Også danskerne cembalisten Lars Ulrik Mortensen, pianisten Jens Elvekjær og accordeon-solisten Bjarke Mogensen har optrådt i Carnegie Hall.
Ligeledes har DR SymfoniOrkestret optrådt her flere gange, senest februar 2015

## Galleri
- Carnegie Hall
- Carnegie Hall Tower
- Carnegie Hall, East Port, Dunfermline
- Carnegie Hall, main auditorium "Isaac Stern", 2.804 siddepladser